# 1993 GL
1993 GL är en asteroid i huvudbältet som upptäcktes den 14 april 1993 av den japanska astronomen Satoru Otomo i Kiyosato.
Den tillhör asteroidgruppen Koronis.